# 倉島一幸
倉島 一幸（くらしま かずゆき、1970年10月21日 - ）は、ゲームグラフィックデザイナー、アニメーター。長野県松本市出身。御茶の水美術専門学校卒業。

## 概要
株式会社スクウェア、ラブデリック、有限会社バンプールに在籍した後、現在は株式会社Onion Games所属アートディレクター。
妻は同じくフリーのイラストレーター・アニメーターのhikarin（ヒカリン）。2010年9月には長女をもうけている。妻と2人で組んだユニット「Kurarindo」（クラリンドー）という活動も行っている（ユニット名の由来は「倉島」（kurashima）+「hikarin」+ロゴのモデルとなった「任天堂（Nintendo）」）。妻のブログに登場した際はもっぱら「チンクル」と呼ばれている（下記のようにチンクルの声を担当しているため）。なお、hikarinは2009年までは倉島のバンプールと同様にラブデリックから派生したメーカーである有限会社スキップに所属していた。

## 作品

### コンシューマーゲーム
- 半熟英雄 ああ、世界よ半熟なれ…!!：ボス城グラフィック
  - 半熟英雄対3D：ゲストモンスターデザイン
- ライブ・ア・ライブ：バトルキャラクターグラフィック、モンスターグラフィック
- スーパーマリオRPG：モンスターデザイン、キャラクター監修
  - マリオ&ルイージRPG：ミニゲーム
- moon：キャラクターデザイン
- UFO -A day in the life-：キャラクターデザイン
- エンドネシア：グラフィック
- コロボール2002：モンスターデザイン
- もぎたてチンクルのばら色ルッピーランド：作画、チンクルの声
  - できすぎチンクルパック：作画、チンクルの声
  - いろづきチンクルの恋のバルーントリップ：作画、チンクルの声
- 王様物語：モンスターデザイン
- サクラノート 〜いまにつながるみらい〜：モンスターデザイン
- Black Knight Sword：アートディレクション
- ポケットモンスター スカーレット・バイオレット：ポケモンデザイン[4]

### スマートフォンアプリゲーム
- 勇者ヤマダくん：ドット絵職人
- million onion hotel :ドットアート

### 書籍
- ウルトラかいじゅう絵本シリーズ
  - 3びきのかいじゅう (ウルトラかいじゅう絵本 せかい名作童話編) ：絵
  - カネゴンとかきのたね (ウルトラかいじゅう絵本 日本昔ばなし編) ：絵
  - ダリーをやっつけろ! (ウルトラかいじゅうえほん すくすく知育編)：絵
  - バルタンとてぶくろ ~てぶくろをかいに より~ (ウルトラかいじゅう絵本【児童ぶんがく編】) ：絵
  - なにがぬけるかな―おおきなかぶより (ウルトラかいじゅう絵本―せかい名作童話編) ：絵
  - まごころのおくりもの―けんじゃのおくりものより (ウルトラかいじゅう絵本―せかい名作文学編)：絵
  - ガラモンとりゅうぐうじょう(うらしまたろうより) (ウルトラかいじゅう絵本“日本昔ばなし編”) ：絵
  - すごいぞ!はたらくおとうさん (ウルトラかいじゅう絵本“すくすく知育編”)：絵
  - ちゅうもんのおおいレストラン: ちゅうもんのおおいりょうりてん より (ウルトラかいじゅう絵本 児童ぶんがく編) ：絵
- やわらかければだいじょうぶ (ウルみつ絵本シリーズ) ：イラスト（共著）
- HighCollage
- 倉出しスケッチ集

### テレビCM
- ACジャパン「ジコ虫、増えてます！」（1999年度。イラスト担当）